# Polybia dimorpha
Polybia dimorpha är en getingart som beskrevs av Richards 1978. Polybia dimorpha ingår i släktet Polybia och familjen getingar. Inga underarter finns listade i Catalogue of Life.